# Matki w mackach Marsa
Matki w mackach Marsa (ang. Mars Needs Moms) – amerykański film fantastycznonaukowy z 2011 roku, w reżyserii Simona Wellsa. Podstawą do napisania fabuły produkcji była powieść Berkeleya Breatheda pod tym samym tytułem. Produkcją zajął się Robert Zemeckis i jego studio ImageMovers Digital.
Film został wydany w technologii trójwymiarowej 11 marca 2011 roku przez wytwórnię Walt Disney Pictures. Jest on stworzony również przy użyciu tzw. przechwytywania ruchu (motion capture).
Film jest ostatnim projektem wyprodukowanym przez wytwórnię ImageMovers Digital przed jej zapowiadanym zamknięciem pod koniec 2011 roku.

## Fabuła
Niezdyscyplinowany dziewięcioletni Milo dowiaduje się o porwaniu jego mamy przez Marsjan, którzy chcą wykraść i wykorzystać jej macierzyństwo przy wychowywaniu własnego potomstwa. Chcąc ją uratować, chłopiec dostaje się na statek przybyszów, który – jak się później okazuje – kieruje się na Marsa.

## Obsada
- Seth Green – Milo
- Seth Dusky – Milo (głos)
- Joan Cusack – mama Milo
- Dan Fogler – Gribble
- Elisabeth Harnois – Ki
- Mindy Sterling – Nadzorczyni
- Matthew Wolf – Exo Raider
- Breckin Meyer – Spangro
- Billy Dee Williams – Myzic
- Julene Renee – Marsjanka
- Ryan Ochoa – marsjańskie niemowlę

## Wersja polska
Wersja polska: SDI Media Polska

Reżyseria: Grzegorz Pawlak

Dialogi: Jan Wecsile

Reżyseria dźwięku: Maria Kantorowicz

Montaż dźwięku: Maria Kantorowicz, Anna Żarnecka

Kierownictwo produkcji: Beata Jankowska, Marcin Kopiec

Zgranie polskiej wersji językowej: Shepperton International

Produkcja polskiej wersji językowej: Disney Character Voices International, Inc.

Opieka artystyczna: Mariusz Arno Jaworowski

W wersji polskiej wystąpili:
- Kacper Andrzejewski – Milo
- Edyta Olszówka – mama Milo
- Igor Kwiatkowski – Gribble
- Anna Cieślak – Ki
- Beata Tyszkiewicz – Nadzorczyni

W pozostałych rolach:
- Joanna Węgrzynowska-Cybińska
- Janusz German
- Artur Kaczmarski
- Grzegorz Pawlak
- Wojciech Paszkowski
- Marek Robaczewski